# Lookbook
「Lookbook」（ルックブック）は、2015年12月16日に発売されたBoAの39枚目のシングル。

## 解説
- 前作の｢FLY｣から1年ぶりの新曲。
- 韓国で2015年にリリースしたタイトル曲「Kiss My Lips」の日本語ver.や、2016年にデビュー15周年を迎えた記念として、2004年発売の15thシングル｢メリクリ｣を新たにレコーディングし直して収録。
- ｢CDのみ｣｢CD+DVD（2形態）｣と、BoA Special Live Nowness in JAPAN 会場予約限定バージョンの、計4種類発売された。

## 収録曲

### CD
1. Lookbook
作詞：Kanata Okajima／作曲：Andreas Öberg, Johann Becker, Tahiti Lenoni, Maria Marcus
2. Kiss My Lips
作詞：BoA／作曲：BoA, Johnathan Yip, Jeremy Reeves, Ray Romulus, Ray McCullough／編曲：BoA
3. メリクリ (Happy 15th Anniversary ver.) 
作詞：康珍化／作曲：原一博
4. Lookbook (INST)
5. Kiss My Lips (INST)

### DVD
- Lookbook (Music Video) [Type-A]
- Lookbook (Marking) [Type-A]
- Kiss My Lips (Music Video) [Type-B]
- Kiss My Lips (Marking) [Type-B]

| スタブアイコン | サブスタブ | この項目は、まだ閲覧者の調べものの参照としては役立たない、シングルに関連した書きかけの項目です。この項目を加筆・訂正などしてくださる協力者を求めています（P:音楽/PJ:楽曲）。 |